# Insatiable (песня Даррена Хейза)
«Insatiable» (с англ. — «Ненасытный») — дебютный сингл, выпущенный австралийским певцом Дарреном Хейзом, бывшим лидером группы Savage Garden с его дебютного альбома Spin (2002). Он был впервые выпущен на американском радио 7 января 2002 года и в качестве CD-сингла в Австралии 14 января 2002 года. Песня возглавила чарт синглов Новой Зеландии на неделе 21 апреля 2002 года, заняла третье место в чартах синглов Австралии и Дании и достигла восьмого места в чартах синглов Швеции и Великобритании.

## Клип
Режиссёром клипа стал Алек Кешишьян. В нём Даррен Хейз смотрит видео с актрисой, в которую он влюблён. При этом она сама его видит несколько раз как галлюцинацию, а в конце намекается, что он её бывший (или покойный) бойфренд, которого она никак не может забыть.
Для клипа Хейз изменил свой имидж, отрастив волосы и покрасив их в светлый цвет, который для него является естественным.
В интервью 2022 года Хейз рассказал, что представители его звукозаписывающей компании были в восторге от песни, но имидж самого Даррена в клипе сочли «слишком гейским», поэтому пытались его изменить во избежание отторжения от зрителей.

## Информация о песне
Главный герой песни описывает свою любовь к актрисе, и как его любовь к ней ненасытна.

### Список композиций
Существуют три основных версии сингла: Ограниченный Выпуск и Часть 1 и Часть 2 (или CD1 и CD2). Ограниченный выпуск сингла был доступен только на первой неделе релиза прежде, чем другие две версии стали доступными.

#### Ограниченный выпуск
1. «Insatiable» (Album Version) — 5:10
2. «Insatiable» (Calderone Club Mix) — 9:52
3. «Insatiable» (Pablo Larosa’s Funktified Mix) — 6:38
4. «Insatiable» (Specificus 'Insomniac' Mix) — 5:57
5. «Insatiable» ('dp versus Darren Hayes' Mix) — 5:47
6. «Insatiable» (Specificus 'Let It Go' Mix) — 5:07

#### Часть 1
1. «Insatiable» (Album version) — 5:10
2. «Falling at Your Feet» (Original Demo Recording) — 4:59
3. «Insatiable» (Metro Mix) — 6:19

#### Часть 2
1. «Insatiable» (Album version) — 5:10
2. «Ride» (Original Demo Recording) — 4:49
3. «Insatiable» (Calderone Radio Edit) — 6:30

## Создатели

### Ограниченный выпуск
- Уолтер Афансьефф продюсировал альбомную версию «Insatiable»
- Даррен Хейз написал и был сопродюсером альбомной версии «Insatiable»
- Роберт Конли программировал альбомную версию
- Ник Томас — инженер
- Дэвид Кэмпьелл — дирижёр и организатор оркестра, заключивший контракт с Сюзи Катаяма, разработанный Дейвом Рейцазом и записанный в Ocean Way Recording
- Виктор Кальдероне Victor Calderone предоставил дополнительное производство на the Calderone Club Mix
- Пабло Р. Лароза сделал ремиксы для the Pablo Larosas Mix
- Эрик Хэнсон предоставил дополнительное гитарное звучание для the Pablo Larosa’s Mix
- dp и K. Roxwell (of Specificus) сделал ремикс на the Specificus 'Insomniac' Mix and Specificus 'Let It Go' Mix
- dp, of Specificus, сделал ремикс для 'Darren Hayes Versus Dp' Mix

### Часть 1
- Rick Nowels продюсировал вместе с Дарреном Хейзом трек «Falling At Your Feet»
- Уэйн Родригес добавил басы в «Falling At Your Feet»
- Рэнди Вайн был инженером в «Falling At Your Feet»
- Джефф Тэйлор и Марк Тэйлор сделал дополнительное производство к «Insatiable» для Metro Mix.

### Часть 2
- Рик Ноуэлз продюсировал вместе с Хейзом трек «Ride»
- Майк Мэни добавил басы в «Ride»
- Соломон Хан — DJ в «Ride»
- Кент Матке — инженер в «Ride»

## Чарты и сертификации
| Чарт(2002)                                 | Высшая позиция |
| ------------------------------------------ | -------------- |
| Австралия (ARIA)                           | 3              |
| Canada (Nielsen SoundScan)                 | 11             |
| Czech Republic (IFPI)                      | 22             |
| Дания (Tracklisten)                        | 3              |
| Europe (Eurochart Hot 100)                 | 28             |
| Финляндия (Suomen virallinen lista)        | 16             |
| Германия (GfK)                             | 42             |
| Greece (IFPI)                              | 4              |
| Венгрия (Rádiós Top 40)                    | 18             |
| Венгрия (Single Top 40)                    | 20             |
| Ирландия (IRMA)                            | 31             |
| Италия (FIMI)                              | 32             |
| Нидерланды (Single Top 100)                | 76             |
| Новая Зеландия (Recorded Music NZ)         | 1              |
| Норвегия (VG-lista)                        | 10             |
| Romania (Romanian Top 100)                 | 5              |
| Шотландия (Scottish Singles Chart)         | 11             |
| Швеция (Sverigetopplistan)                 | 8              |
| Швейцария (Schweizer Hitparade)            | 55             |
| Великобритания (UK Singles Chart)          | 8              |
| США (Billboard Hot 100)                    | 77             |
| США (Billboard Adult Contemporary)         | 16             |
| США (Billboard Adult Top 40)               | 33             |
| США (Billboard Dance Club Songs) · Remixes | 11             |
| США (Billboard Mainstream Top 40)          | 27             |

| Чарт(2002)                      | Позиция |
| ------------------------------- | ------- |
| Australia (ARIA)                | 28      |
| New Zealand (Recorded Music NZ) | 15      |
| Sweden (Sverigetopplistan)      | 47      |
| UK Singles (OCC)                | 49      |

| Регион                                                      | Сертификация | Продажи  |
| ----------------------------------------------------------- | ------------ | -------- |
| Австралия (ARIA)                                            | Золотой      | 35 000^  |
| Великобритания (BPI)                                        | Серебряный   | 200 000^ |
| ^ Данные о тиражах приведены только на основе сертификации. |              |          |